# 小龍女
小龍女（しょうりゅうじょ、簡体字: 小龙女、拼音: Xiǎolóngnǚ:）は、金庸の武俠小説『神鵰剣俠』のヒロイン。弟子にして後に恋人、そして夫となった楊過とは、郭靖・黄蓉とともに金庸作品のベストカップルとして挙げられることが多い。姓は龍、名は不明。もとの改定前（未訳）の版では本名は「龍碧霞」となっていたが、改定に伴い本名不詳となった。呼び名は楊過以外の人間からは龍姑娘、楊過からは姑姑あるいは龍児（りゅうじ）と呼ばれている。

## 概要
絶世の美女であり、ちょっと美貌に自信がある女性ですら小龍女に見とれてしまうシーンが多々見られる。
幼少時より玉女心経の内功を習得できるよう、喜怒哀楽を捨て去れと教えられて育った。そのため、初期は冷たく人間味はあまりない。しかし、楊過が心を捧げたことにより、徐々に人間味を取り戻す。
また、楊過と出会うまで、生まれて以来18年間の人間関係は古墓における李莫愁、孫ばあや、師父だけであったため、世間知らずでコミュニケーション能力に乏しいところがあり、困ったことがあると十分な説明をせず楊過の前から姿を消して行方不明になることが多かった。楊過に対したびたび「世間の人は怖いわ、二人で古墓に帰りましょう」などと発言することも多く、これは生涯変わることはなかった。

## 生涯（神鵰剣俠）

### 生い立ち
重陽宮に捨てられていたところを全真教に拾われる。女児だったために師父（名称不明）に引き取られ、李莫愁とともに古墓で修行を開始するが、修行を終える前、14歳のときに師父が死亡。この時点で李莫愁は破門されていたため、以後、孫ばあやと二人きりで過ごす。

### 楊過との愛と苦難
18歳のとき、楊過（当時14歳）を弟子にとる。初期はまるで相手にしていなかったが、徐々に楊過と恋仲になった。しかし、欧陽鋒と楊過の修行中にとある行き違いがあり楊過と仲たがい。楊過の前から失踪してしまう。
いったん離れたものの、英雄大宴で楊過と再会し、その場にいた楊過の義伯父・郭靖らに楊過と結婚したい旨を宣言する。しかし、世間知らずな小龍女は知らなかったが、武林では師匠と弟子は親子同然、つまり小龍女と楊過の恋は近親相姦にも等しいほどに人倫に反する行為で世間のつまはじき者にされると聞かされる。世間が認めなくても、一生を古墓で引きこもって楊過と二人っきりで生活するのならかまわないと考える小龍女であり、楊過もそれに賛成したのだが、「にぎやかなところが好きな楊過が一生引きこもって生活するなんてできるはずがない」と言われ、楊過のために身を引き、ふたたび失踪した。
放浪の末に絶情谷で再会したが、公孫止により楊過と小龍女は情花の毒に冒されてしまう。楊過が右腕を失い、毒のせいで死にかけたりしながらもなんとか公孫止を倒すが、小龍女の毒だけは治療できなかった。楊過は「小龍女と一緒に死ぬ」と主張し、自身の治療を拒否していたが、小龍女は16年も経てば楊過も自分を追って自殺したりしなくなるだろうと考え、「16年後に再会しましょう」と書き残して姿を消した。

### 楊過との再会
しかし、楊過の小龍女への気持ちが16年で色あせることは全くなかった。後に楊過と再会を果たして抱擁しあい、お互いに歓喜した。その後、襄陽の戦いに楊過と共に参戦し、郭芙との和解を果たす。三回目の華山論剣のあと、楊過と共に何処かへと去ってゆき、行方不明となった。

## 倚天屠龍記
神鵰剣俠の半世紀から1世紀後の物語である続編『倚天屠龍記』では、郭襄が探し回ったが、結局、楊過と共に小龍女が発見されることはなかったということが語られ、彼女と楊過の子孫と思われる女性が張無忌、趙敏の前に姿を現し、周芷若とも刃を交えている。

## 武術
古墓派の後継者であり、武術の腕前はかなりのもの。特に内功については楊過以上の才能をみせる。弟子に取って指導したのは楊過のみであり、指導力はどれほどか明らかでない。得意技は物語中盤で左右互縛術と玉女素心剣法。
古墓派武功（こぼはぶこう）
内功・軽功・拳法・掌法・刃物・飛び道具からなる。女性に伝えられる武術であるため重厚さ、力強さに欠けるが、技巧的でトリッキーな技が多い。特に軽功にすぐれ、作中では「古墓派の軽功は天下無双」とまで評されていた。浮ついた性格の楊過のような人物には向いている。玉女剣法も含まれており、李莫愁の払子の技は玉女剣法が基になっている。
玉女心経（ぎょくじょしんけい）
林朝英が、全真教の王重陽を打ち負かすために編み出した古墓派奥義。習得するには全真派武術を理解している必要がある。玉女心経の玉女剣法は全真剣法のすべてを封じ込めることが可能。内功は古墓派の基本的な内功とは違い、陰の気であるため寒玉床では修行できず、二人一組で互いに相手を守るように内力を送り合いながら修練しなければならない。小龍女は玉女心経の内功の修行を、楊過より一ヶ月早く終わらせている。
玉女素心剣法（ぎょくじょそしんけんぽう）
林朝英の想いが込められた玉女心経の最終章。この剣法は一人が全真派剣法、もう一人が玉女剣法を使うことによる技で、二人一組で使用する。物語中盤、楊過と小龍女が金輪法王と闘う中で発現し、以降は二人の得意技となった。楊過らが完成する前、理論のみは林朝英が考案していたが全真教との確執もあって、実際に完成させたのは楊過と小龍女が初めて。楊過が耶律斉と共闘したときには発動していない。後に小龍女は周伯通から左右互縛術を習得したため、一人で玉女素心剣法を使用できるようになった。
左右互縛術（さゆうごばくじゅつ）
左右分激法、両手の拳法などと呼ばれることもある。周伯通が桃花島で15年の監禁中、暇に飽かせて考案した武術であり、左右に手で別々の武術を使用する。使いこなせれば自分がもう一人いるのと同じことになるため、単純な戦力が2倍になる。精神を分断する必要があり、あれこれ物事を考えるような人物は習得ができず、むしろ単純であまり物事を考えない人物でなければ習得できない。また、全真教の内功を習得していると覚えが早い。とくに小龍女の場合、一人で玉女素心剣法という絶技を使用できることになるため、かなり相性のいい技といえる。

## 家系図
| 楊再興 |        |        |        |        |        |      |      |        |        |        |        |                      |        |        |        |        |        |        |        |        |        |
|        |        |        |        |        |        |      |      |        |        |        |        |                      |        |        |        |        |        |        |        |        |        |
|        |        |        |        |        |        |      |      |        |        |        |        |                      |        |        |        |        |        |        |        |        |        |
| 楊鉄心 | 楊鉄心 | 楊鉄心 | 楊鉄心 | 楊鉄心 | 楊鉄心 |      |      | 包惜弱 | 包惜弱 | 包惜弱 | 包惜弱 | 包惜弱               | 包惜弱 |        |        |        |        |        |        |        |        |
| 楊鉄心 | 楊鉄心 | 楊鉄心 | 楊鉄心 | 楊鉄心 | 楊鉄心 |      |      | 包惜弱 | 包惜弱 | 包惜弱 | 包惜弱 | 包惜弱               | 包惜弱 |        |        |        |        |        |        |        |        |
|        |        |        |        |        |        |      |      |        |        |        |        |                      |        |        |        |        |        |        |        |        |        |
|        |        |        |        | 楊康   | 楊康   | 楊康 | 楊康 | 楊康   | 楊康   |        |        | 穆念慈               | 穆念慈 | 穆念慈 | 穆念慈 | 穆念慈 | 穆念慈 |        |        |        |        |
|        |        |        |        | 楊康   | 楊康   | 楊康 | 楊康 | 楊康   | 楊康   |        |        | 穆念慈               | 穆念慈 | 穆念慈 | 穆念慈 | 穆念慈 | 穆念慈 |        |        |        |        |
|        |        |        |        |        |        |      |      |        |        |        |        |                      |        |        |        |        |        |        |        |        |        |
|        |        |        |        |        |        |      |      | 楊過   | 楊過   | 楊過   | 楊過   | 楊過                 | 楊過   |        |        | 小龍女 | 小龍女 | 小龍女 | 小龍女 | 小龍女 | 小龍女 |
|        |        |        |        |        |        |      |      | 楊過   | 楊過   | 楊過   | 楊過   | 楊過                 | 楊過   |        |        | 小龍女 | 小龍女 | 小龍女 | 小龍女 | 小龍女 | 小龍女 |
|        |        |        |        |        |        |      |      |        |        |        |        |                      |        |        |        |        |        |        |        |        |        |
|        |        |        |        |        |        |      |      |        |        |        |        |                      |        |        |        |        |        |        |        |        |        |
|        |        |        |        |        |        |      |      |        |        |        |        | 黄衫の女 ※子孫と推測 |        |        |        |        |        |        |        |        |        |

## 演じた女優
映画
- 南紅：『神鵰俠侶』 香港 1960年
- マリー・ジーン・レイマー：『レスリー・チャンの神鳥英雄伝』 香港 1982年
- 楊鈞鈞：『神鵰英雄』 香港 1984年

テレビドラマ
- 李通明：『神鵰俠侶』 佳芸電視 香港 1976年
- 陳玉蓮：『神鵰俠侶』 TVB 香港 1983年
- 潘迎紫：『神鵰俠侶』 台湾CTV 1984年
- 李若彤：『神鵰俠侶』 TVB 香港 1995年
- 范文芳：『神鵰俠侶』 メディアコープ シンガポール 1998年
- ン・シンリン：『神鵰俠侶』 台湾テレビ 1998年
- リウ・イーフェイ：『神鵰侠侶』 中央電視台（CCTV） 中国 2006年
- ミシェル・チェン：『神雕侠侶 〜天翔ける愛〜』 湖南衛視 中国 2014年

アニメ
- 陸惠玲（日本語吹替え：そのざきみえ）：『神鵰侠侶 コンドルヒーロー』 2003年